# Dilemme de Platonia
Le dilemme de Platonia, introduit par Douglas Hofstadter dans son livre Ma thémagie (en), est un scénario de théorie des jeux ayant pour objectif de préciser la notion de superrationalité.  Une variante de ce scénario, connue sous le nom de loterie leurre, a été effectivement proposée en 1983 aux lecteurs de  la chronique mathématique de Hofstadter dans le Scientific American.

## Le dilemme de Platonia
Le scénario de Douglas Hofstadter suppose qu'un multi-milliardaire excentrique (habitant le comté imaginaire de Platonia) envoie une lettre à 20 personnes (qui ne se connaissent pas, et aucune ne sait qui sont les 19 autres), disant que si une de ces 20 personnes lui envoie un télégramme d'acceptation le lendemain, elle recevra un milliard de dollars, mais que personne ne recevra rien si plusieurs télégrammes lui parviennent ; toute coopération entre les participants est exclue par les règles. Hofstadter montre que dans ces conditions, la stratégie superrationnelle consiste pour chaque participant à lancer un dé à 20 faces, et à envoyer un télégramme si le 1 sort.

## Loterie leurre
Un jeu analogue, Luring Lottery (« loterie leurre »), fut effectivement proposé aux lecteurs du Scientific American en 1983. Pour y participer, il suffisait d'envoyer une carte postale où était écrit un entier (sans limitation) donnant le nombre de billets souhaités. Un tirage au sort équitable se faisait parmi ces billets, et le gagnant recevait le prix, égal à un million de dollars divisé par le nombre total de billets reçus. Ainsi, envoyer un grand nombre de billets augmentait les chances de gain mais diminuait la valeur du prix.  
Hofstadter donnait dans le même article une analyse du dilemme de Platonia, et de cette loterie. Il contrastait en particulier la stratégie rationnelle d'un lecteur omniscient connaissant les choix des autres lecteurs (on démontre que l'espérance de gain est maximisée si on envoie un nombre de billets égal au nombre total de billets envoyés par les autres) avec la stratégie superrationnelle consistant en un tirage au sort avec probabilité 1/N, où N est le nombre de lecteurs participant au jeu ; on envoie un billet uniquement si on a gagné à ce tirage. Si tous les lecteurs (environ 10 000 à cette époque) suivent cette stratégie, il y a près de deux chances sur trois que le magazine doive payer effectivement au moins 300 000 dollars ; Hofstadter semble avoir eu du mal à convaincre les éditeurs du magazine de prendre ce risque.
En dépit de cette discussion préalable, de nombreux participants envoyèrent un grand nombre de billets, souvent même un nombre astronomique comme un gogolplex.  Certains poussèrent même le jeu plus loin en envoyant des descriptions mathématiques de très grands entiers, si grands d'ailleurs que le magazine fut incapable de déterminer qui avait gagné (et évidemment la valeur monétaire du prix aurait été tout aussi difficile à calculer, et indiscernable de zéro de toute façon).

## Autres jeux analogues
Des variantes de ces jeux (proches du dilemme du prisonnier, et mettant aussi parfois en lumière des paradoxes analogues à celui de l'interrogation surprise) sont connus sous le nom de dilemmes sociaux. La revue Jeux et Stratégie a ainsi proposé à plusieurs reprises un jeu inspiré du concours de beauté de Keynes : il s'agissait de deviner un entier non nul inférieur à un milliard le plus proche possible des 2/3 de la moyenne des nombres choisis par les participants. Pour ce jeu, la stratégie rationnelle (jouer 1) est évidemment très mauvaise, et le fait de proposer à nouveau le jeu l'année suivante (avec une analyse des résultats passés) change largement la stratégie optimale.